# Gajraula
Gajraula è una suddivisione dell'India, classificata come nagar panchayat, di 39.826 abitanti, situata nel distretto di Jyotiba Phule Nagar, nello stato federato dell'Uttar Pradesh. In base al numero di abitanti la città rientra nella classe III (da 20.000 a 49.999 persone).

## Geografia fisica
La città è situata a 28° 51' 0 N e 78° 13' 60 E e ha un'altitudine di 206 m s.l.m..

## Società

### Evoluzione demografica
Al censimento del 2001 la popolazione di Gajraula assommava a 39.826 persone, delle quali 21.126 maschi e 18.700 femmine. I bambini di età inferiore o uguale ai sei anni assommavano a 7.581, dei quali 3.944 maschi e 3.637 femmine. Infine, coloro che erano in grado di saper almeno leggere e scrivere erano 22.686, dei quali 14.134 maschi e 8.552 femmine.